# Luis Villarroel
Luis Alberto Villarroel Vera (Caracas, 2 luglio 1981) è un tuffatore venezuelano.
Ha rappresentato il Venezuela nel concorso dei tuffi dal trampolino 3 metri e in quello dalla piattaforma 10 metri ai Giochi olimpici estivi di Sydney 2000.

## Palmarès
- Giochi centramericani e caraibici

Cartagena de Indias: bronzo nel trampolino 1 m
- Campionati sudamericani di nuoto

San Paolo: oro nel trampolino 3 m sincro; argento nel trampolino 3 m; bronzo nel trampolino 1 m;